# Outkast
Outkast (zapis stylizowany: OutKast) – amerykański duet hip hopowy, wywodzący się z Atlanty w stanie Georgia, złożony z André „André 3000” Benjamina (wcześniej działający jako Dré) oraz Antwana „Big Boi” Pattona. Początkowo grupa znana była jako Two Shades Deep, jednak później zdecydowała się zmienić nazwę na obecny Outkast. Oryginalny styl muzyczny, jaki reprezentował zespół stanowił połączenie southern hip-hopu i g-funku, jednak w kolejnych latach duet poszerzył swoją paletę o elementy funku, soulu, rocka, muzyki elektronicznej, poezji śpiewanej, jazzu oraz bluesa.
Outkast wyróżniany jest jako jeden z najpopularniejszych zespołów hip-hopowych w historii, zdobywając 6 nagród Grammy. Osiem wydawnictw duetu rozeszło się na całym świecie w ponad 25 milionach egzemplarzy. Piąty album studyjny Outkast – Speakerboxxx/The Love Below uzyskał w Stanach Zjednoczonych status diamentowej/jedenastokrotnie platynowej płyty, co oznacza, że znalazł ponad 11 milionów nabywców. Dzięki temu, Speakerboxxx/The Love Below stał się jednym z najlepiej sprzedających się albumów w historii amerykańskiego przemysłu muzycznego. W 2025 wprowadzony do Rock and Roll Hall of Fame.

## Historia

### 1992–1993: początki
Benjamin i Patton poznali się uczęszczając do szkoły Tri-Cities High School. Rodzice Benjamina rozwiedli się, zamieszkał ze swoim ojcem. W międzyczasie, Patton przeprowadził się ze swoimi czterema braćmi i sześcioma siostrami z Savannah do Atlanty. Ostatecznie dwójka zaczęła prowadzić wspólną działalność muzyczną, dzięki czemu wypatrzona została przez Organized Noize, grupę lokalnych producentów. Duet początkowo chciał przyjąć nazwy 2 Shades Deep oraz The Misfits, jednak dowiedziawszy się, że są one zajęte, zdecydowali się użyć "OutKast", jako że w słowniku odnaleźli słowo "outcast" jako synonim "misfit". Outkast, Organized Noize, a także kolejny przyjaciel z czasów szkolnych, Goodie Mob, zdecydowali się utworzyć "rodzinę" artystów Dungeon Family.
W 1992 roku Outkast podpisał kontrakt z wytwórnią płytową LaFace Records. Jednocześnie duet stał się pierwszą formacja hip hopową, która znalazła się pod opieką LaFace. Debiutem muzycznym Outkast był gościnny udział w remiksie utworu "What About Your Friends" TLC. Zimą 1993 roku premierę miał pierwszy singel duetu, "Player's Ball", który uplasował się na szczycie listy Billboard Hot Rap Tracks.

### 1994–1995:Southernplayalisticadillacmuzik
Debiutancki album studyjny Outkast, Southernplayalisticadillacmuzik, wydany został 26 kwietnia 1994 roku i określany jest mianem podstawy gatunku southern hip-hop. Każdy utwór z tej płyty wyprodukował Organized Noize i nagrywany był z udziałem innych członków Dungeon Family. Wśród promujących album singli był "Git Up Git Out", kolaboracja z Goodie Mob, która była w 1999 roku samplowana przez Macy Gray w jej piosence "Do Something". W 1995 roku Outkast otrzymał wyróżnienie dla najlepszego debiutu według magazynu The Source.

### 1996–1997:ATLiens
W 1996 roku premierę miał drugi album Outkast, ATLiens, który pomógł duetowi zyskać nowych zwolenników wśród wielbicieli hip hopu z Wschodniego Wybrzeża. Płyta odzwierciedlała również przemianę, jaką przeszedł Benjamin. W piosence "ATLiens" przyznał, że rzucił alkohol i papierosy, przestał chodzić na przyjęcia; zmienił również styl swojego ubioru, nosząc szerokie ubrania i egipskie turbany na głowie. W tym samym okresie związał się z wokalistką Erykah Badu, a czas zaczął poświęcać grze na gitarze oraz malarstwu.
Na potrzeby ATLiens, Outkast oraz David "Mr. DJ" Sheats powołali do życia firmę Earthtone III, która pozwoliła Benjaminowi i Pattonowi samodzielnie wyprodukować część swoich utworów.

### 1998–1999:Aquemini
Trzeci album Outkast, Aquemini, ukazał się w 1998 roku. Jego tytuł stanowił połączenie nazw znaków zodiaku Big Boia (Aquarius) oraz André (Gemini). Wydawnictwo otrzymało bardzo wysokie oceny od krytyków muzycznych; publikacja hip hopowa The Source przyznała mu najwyższą ocenę "pięciu mikrofonów".
Za produkcję dużej części materiału odpowiadał sam duet, dlatego też Big Boi i André czerpali inspirację z souli, trip hopu oraz muzyki elektronicznej. Gościnnie na płycie pojawili się natomiast Raekwon, Slick Rick, George Clinton oraz Goodie Mob.
W 1999 roku grupa Outkast oraz wytwórnia LaFace zostały pozwane przez Rosę Parks, jako że w tytule jednego z singli znalazło się jej imię i nazwisko. Parks wnosiła, że utwór oraz jego wulgarny język zagrażają jej reputacji. Jednak z drugiej strony, tekst piosenki w większości nie odnosił się do Parks, z wyjątkiem dwóch wersów refrenu: "Ah ha, hush that fuss / Everybody move to the back of the bus". Sam duet wytłumaczył, że utwór miał być swojego rodzaju hołdem, przytaczając postać Parks wyłącznie w zamyśle metafory. Intencję stanowiło, by pokazać, że Outkast przewraca stary porządek hip hopu, zaś ludzie powinni zrobić miejsce dla nowego stylu i dźwięku. Pozew Parks został odrzucony; w reakcji, w 2001 roku jej prawnik Johnnie Cochran złożył apelację, która jednak również została oddalona w oparciu o 1. poprawkę do Konstytucji Stanów Zjednoczonych. W 2003 roku Sąd Najwyższy odrzucił apelację o uchylenie decyzji sądu niższej instancji. Sprawa została ostatecznie zakończona w 2005 roku, kiedy Parks i Outkast doszli do ostatecznego porozumienia. Ustalono, że ze strony duetu nie zaistniała żadna wina, zaś jego członkowie zgodzili się na współpracę z Rosa and Raymond Parks Institute for Self Development w zakresie propagowania programów edukacyjnych dla młodzieży, mówiących o roli, jaką Rosa odegrała w walkach o prawa Afroamerykanów.

### 2000–2001:Stankonia
Oryginalnie zatytułowany Sandbox, czwarty album duetu, pod ostatecznym tytułem Stankonia, miał premierę w październiku 2000 roku. Płyta stanowiła przełom w stylu muzycznym Outkast, posiadając bardziej komercyjny i mainstreamowy charakter w porównaniu do stosunkowo mrocznych i głębokich tekstowo wcześniejszych wydawnictw. Stankonia uzyskała status trzykrotnie platynowej płyty według RIAA, rozchodząc się w Stanach Zjednoczonych w ponad 3 milionach kopii. W tym samym okresie Benjamin zdecydował się zmienić swój pseudonim z dotychczasowego "Dré" na "André 3000", głównie po to, by uniknąć zbieżności z Dr. Dre.
Wśród singli promujących album Stankonia był "B.O.B (Bombs Over Baghdad)", a także "Ms. Jackson", powstały pod wpływem rozpadu związku Benjamina z Erykah Badu; tytułowa pani Jackson jest sobowtórem matki Badu. "Ms. Jackson" stał się pierwszym masowym hitem w dorobku Outkast, docierając na szczyt listy Billboard Hot 100 oraz do 2. miejsca UK Singles Chart.
W 2001 roku Outkast zdobył dwie nagrody Grammy w kategoriach Best Rap Performance by a Duo or Group (za "Ms. Jackson") i Best Rap Album (za Stankonia).
Vortal muzyczny Pitchfork Media wyróżnił Stankonia jako 4. najlepszy album wydany w okresie 2000−2004. Kilka lat później ta sama witryna wybrała Stankonia jako 13. najlepszy album dekady 2000−2009, a "B.O.B" zyskała miano najlepszej piosenki tej samej dekady.

### 2001–2002:Even in DarknessiGreatest Hits
W grudniu 2001 roku ukazał się album kompilacyjny z najpopularniejszymi utworami Outkast, Big Boi And Dre Present...OutKast, zawierający ponadto trzy nowe piosenki. Jedna z nich, "The Whole World", zdobyła nagrodę Grammy w kategorii Best Rap Performance by a Duo or Group.
W tym samym roku duet pojawił się na jedynym wspólnym albumie Dungeon Family, Even in Darkness. W 2002 roku Outkast i Killer Mike nagrali utwór "Land of a Million Drums" na potrzeby ścieżki dźwiękowej filmu Scooby-Doo.

### 2003–2004:Speakerboxxx/The Love Below
We wrześniu 2003 roku premierę miał kolejny album duetu − dwupłytowy Speakerboxxx/The Love Below. W rzeczywistości są dwa solowe dyski, jeden Benjamina i jeden Pattona, które zostały złączone i wydane jako jeden album pod szyldem Outkast. Speakerboxxx Big Boia to imprezowa mieszanka funku i southern hip-hopu, natomiast The Love Below André 3000 ogranicza hip hop do minimum, skupiając się za to na elementach funku, jazzu, rocka, R&B i muzyki elektronicznej.
Album okazał się największym komercyjnym sukcesem w dotychczasowym dorobku Outkast, debiutując na szczycie Billboard 200, a następnie pozostając na nim przez kilka tygodni. Speakerboxxx/The Love Below uzyskał w Stanach Zjednoczonych status diamentowej/jedenastrokrotnie platynowej płyty i stał się jednym z najlepiej sprzedających albumów w historii amerykańskiego przemysłu muczynego.
Dwa pierwsze single promujące płytę, "The Way You Move" Big Boia oraz "Hey Ya!" André 3000, zostały wydane niemal jednocześnie. "Hey Ya!" stał się najpopularniejszym utworem w karierze duetu, spędzając na 1. miejscu Billboard Hot 100 dziewięć tygodni. Wideoklip do piosenki inspirowany był słynnym występem grupy The Beatles w programie The Ed Sullivan Show. "The Way You Move" również dotarł na szczyt Hot 100, pozostając na nim przez jeden tydzień. Oba single uznane zostały za przełom w branży przemysłu hip hopowego, dołączając do grona pierwszych hip hopowych utworów w historii, które były grane przez masowe media. Kolejnym oficjalnym singlem z albumu był "Roses" z The Love Below – wspólny utwór, nagrany bez dominującego wkładu któregoś z członków duetu. Utwór nie odniósł tak dużego sukcesu komercyjnego, jak poprzednie i cieszył się umiarkowaną popularnością w stacjach telewizyjnych. Wideoklip do "Roses" bazował na musicalach West Side Story i Grease. Przedstawiał wielką potyczkę w stylu gangów lat 50., w której jedna strona reprezentowała Speakerboxxx, a druga The Love Below, parodiując powszechne kłótnie między fanami i krytykami, która połowa albumu była lepsza.
W 2004 roku Speakerboxxx/The Love Below otrzymał nagrodę Grammy dla najlepszego albumu roku. Była to jednocześnie pierwsza w historii płyta złożona wyłącznie z muzyki hip hopowej, która otrzymała wyróżnienie w tej kategorii.

### 2005–2006:Idlewild
W przerwie między pracami nad kolejnymi albumami Outkast, Big Boi i André 3000 angażowali się w różne projekty filmowe. Benjamin wcielił się w jedną z głównych ról w obrazie Czterej bracia; pojawił się również w Be Cool. Tymczasem Big Boi zagrał w filmie ATL w reżyserii rapera T.I., a także portretował główną postać w Who’s Your Caddy?.
Big Boi i André 3000 zagrali wspólnie w filmie Idlewild, który wyreżyserował Bryan Barber. Outkast nagrał ścieżkę dźwiękową dla obrazu, która jako szósty album studyjny zespołu miała premierę w sierpniu 2006 roku. Musical obsadzony był w latach 30. XX wieku, dlatego sama płyta czerpie inspirację z muzyki tamtych czasów, a zwłaszcza bluesa.

### Od 2007: przyszłe projekty
W lipcu 2010 roku Big Boi poinformował, że Outkast wyda nowy album wtedy, gdy prace nad swoją płytą zakończy Benjamin. Dodał następnie, że duet nagrał już większość beatów, a do studia, by dokończyć rejestrację materiału, powróci już w obecności André. W sierpniu do Internetu wyciekł fragment demo utworu "I Do", zawierający kilka rapowych wersów Benjamina. Według wstępnych planów, nowa płyta Outkast miała ukazać się w 2012 roku.

## Dyskografia
- Southernplayalisticadillacmuzik (1994)
- ATLiens (1996)
- Aquemini (1998)
- Stankonia (2000)
- Speakerboxxx/The Love Below (2003)
- Idlewild (2006)

## Nagrody

### Grammy
Wygrane
| Rok  | Kategoria                              | Przedmiot nominacji         |
| ---- | -------------------------------------- | --------------------------- |
| 2002 | Best Rap Performance By a Duo or Group | "Ms. Jackson"               |
| 2002 | Best Rap Album                         | Stankonia                   |
| 2003 | Best Rap Performance By a Duo or Group | "The Whole World"           |
| 2004 | Album of the Year                      | Speakerboxxx/The Love Below |
| 2004 | Best Urban/Alternative Performance     | "Hey Ya!"                   |
| 2004 | Best Rap Album                         | Speakerboxxx/The Love Below |

Nominacje
| Rok  | Kategoria                              | Przedmiot nominacji                                |
| ---- | -------------------------------------- | -------------------------------------------------- |
| 1999 | Best Rap Performance By a Duo or Group | "Rosa Parks"                                       |
| 2002 | Best Short-Form Music Video            | "Ms. Jackson"                                      |
| 2002 | Record of the Year                     | "Ms. Jackson"                                      |
| 2002 | Album of the Year                      | Stankonia                                          |
| 2004 | Producer of the Year Non-Classical     |                                                    |
| 2004 | Best Short-Form Music Video            | "Hey Ya!"                                          |
| 2004 | Record of the Year                     | "Hey Ya!"                                          |
| 2007 | Best Urban/Alternative Performance     | "Idlewild Blue (Don't Chu Worry 'Bout Me)"         |
| 2007 | Best Rap Performance by Duo or Group   | "Mighty 'O'"                                       |
| 2008 | Best Rap Performance by Duo or Group   | "Int'l Player's Anthem (I Choose You)" (feat. UGK) |